# 波伦县

所在位置

波伦县(乌尔都语: بولان)，巴基斯坦俾路支省中部的一个县。1991年析置自卡拉奇县。总面积8,036 km²，总人口450,000(2005年估计)。县治位于Dhadar。

## 行政区划
波伦县分为4个乡。